# XXVI legislatura della Repubblica di San Marino
La XXVI legislatura della Repubblica di San Marino è stata in carica dal 27 luglio 2006 al 9 novembre 2008.

## Cronologia
Le elezioni politiche si sono tenute il 4 giugno del 2006, come da seduta straordinaria del Consiglio dei ministri.
A causa delle ripetute crisi di governo, sono state fissate l'elezioni anticipate per il successivo 9 novembre 2008.

## Governo
- Governo Stolfi II[1]
  - Dal 27 luglio 2006
  - Composizione del governo: maggioranza di centrosinistra, formata da Partito dei Socialisti e dei Democratici, Alleanza Popolare dei Democratici Sammarinesi e Sinistra Unita che controlla 32 dei 60 seggi del Parlamento monocamerale[2] della Repubblica.

Il 27 luglio 2006 tale maggioranza ha espresso un Congresso di Stato composto da 6 Segretari di Stato del PSD, 2 di AP e 2 di SU.

## Gruppi consiliari

### Consiglio Grande e Generale
- Dati aggiornati a giugno 2007